# NGC 396
NGC 396 是雙魚座的一個透镜状星系。它于1864年10月27日由德國天文學家阿爾伯特·馬爾夫所發現。它相对于宇宙微波背景的速度为 (12,352 ± 58) km/s。約翰·路易·埃米爾·德雷耳觀測的時候表示該天體非常微弱而且非常小。